# Грибовецкий сельсовет
Грибове́цкий сельсовет — упразднённая административная единица на территории Кировского района Могилёвской области Белоруссии.

## История
17 января 2010 года Грибовецкий сельсовет упразднён. Населённые пункты, входившие в его состав, были переданы в состав Боровицкого  сельсовета.

## Состав
Включал 8 населённых пунктов:
- Борки — деревня.
- Грибова Слобода — деревня.
- Грибовец — деревня.
- Збышин — деревня.
- Лесничество — посёлок.
- Пильники — деревня.
- Старый Юзин — деревня.
- Шалаёвка — деревня.